# 芦笛 (德彪西)
《芦笛》（Syrinx），是克劳德·德彪西于1913年创作的一首长笛独奏音乐，作品号L.129。这是一首很小巧的乐曲，一般只需要三分钟或更短的时间就可以完成。《芦笛》是继CPE·巴赫于150多年前（1747年）创作的A小调奏鸣曲之后的再一部重要的长笛独奏作品，也是1847年发展的第一部现代伯姆长笛独奏作品。
《芦笛》通常被认为是任何长笛演奏家曲目中不可或缺的一部分。许多音乐史学家认为，给予演奏者充分的诠释和情感空间的《芦笛》在二十世纪初长笛独奏音乐的发展中发挥了举足轻重的作用。有人说德彪西在最初写《芦笛》时，甚至没有标注小节线或呼吸痕迹。不过长笛演奏家马塞尔·莫伊斯（Marcel Moyse）后来添加了这些内容，并且大多数出版商都采用了莫伊斯的版本。 
这首曲子通常在舞台外表演，因为人们认为，当德彪西将这首曲子献给长笛演奏家路易斯·弗勒里时，是为了让他在德彪西的一部芭蕾舞剧的间隙演奏。
《芦笛》是作为Gabriel Mourey的戏剧《Psyché》的配乐的一部分而创作的，最初名字是“Flûte de Pan”。它的最终名称“Syrinx”来源于潘神对仙女西林克斯的多情追求的神话，其中潘爱上了西林克斯。然而西林克斯并没有将爱还给潘。她把自己变成一根水芦苇，躲进沼泽里。潘砍断芦苇制成笛子，结果杀死了他的爱人。
《芦笛》也被移调并在萨克斯管和其他乐器上演奏。它很快成为萨克斯管的标准文献，并被录制在中音和高音萨克斯管上。这也是小号手Alison Balsom创作的《随想曲》（Caprice）中的一首曲目。